# Neubrandsleben
Neubrandsleben ist ein Ortsteil der Stadt Oschersleben (Bode) im Landkreis Börde in Sachsen-Anhalt, Deutschland.

## Geografie
Das Dorf Neubrandsleben liegt am Hornhäuser Goldbach südlich des Landschaftsschutzgebietes Hohes Holz, drei Kilometer nördlich Kreisstadt Oschersleben (Bode).

## Geschichte
Eine Siedlung „Brandsleben“ wurde 1136 erstmals in einer Urkunde des Bischofs Rudolf von Halberstadt erwähnt. Ursprünglich war Neubrandsleben ein landständisches Rittergut, dem Grafen v. d. Asseburg auf Neindorf gehörig.
Am 1. Dezember 1928 wurde der Gutsbezirk Neubrandsleben in eine Landgemeinde Neubrandsleben umgewandelt. Am 20. Juli 1950 wurde die Gemeinde Neubrandsleben in die Stadt Oschersleben (Bode) eingemeindet.

## Sehenswürdigkeiten
- Sozialistenstein – ein Findling an der Birkenquelle (nordwestlich des Ortes) mit der Inschrift: „1878 - 1890 Treffpunkt der ersten Sozialdemokraten unter dem Sozialistengesetz“.[6]